# سفارة كوستاريكا في سويسرا
سفارة كوستاريكا في سويسرا هي أرفع تمثيل دبلوماسي لدولة كوستاريكا لدى سويسرا. تقع السفارة في برن وهي تهدف لتعزيز المصالح الكوستاريكية في سويسرا.

## وصلات خارجية
- قائمة سفارات كوستاريكا
- قائمة السفارات في سويسرا